# Chris Renaud (Regisseur)

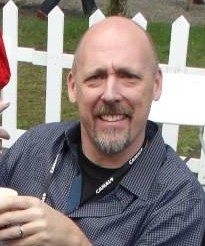
Chris Renaud (2013)

Chris Renaud (* 1966 in Baltimore, Maryland) ist ein US-amerikanischer Comiczeichner, Filmregisseur und Storyboard-Zeichner.

## Leben
Nachdem er 1989 sein Studium in Illustration an der Syracuse University erfolgreich abgeschlossen hatte, zog er nach New York City, um eine Karriere als Comiczeichner zu machen. 1993 begann er beim Verlag Marvel Comics. Von 1996 bis 1998 zeichnete er die Serie Star Trek: Starfleet Academy für Marvel Comics. Er arbeitete auch für DC Comics und für Dark Horse Comics.
2000 wechselte er zum Fernsehen und war bei Animationsfernsehserien beteiligt, so etwa als Zeichner für The Book of Pooh. Später gestaltete er die Serie It’s a Big Big World.
2004 bewarb er sich beim Computeranimationsstudio Blue Sky Studios. Er wurde als Storyboard-Zeichner eingestellt und war als solcher an den Filmen Robots und Ice Age 2: Jetzt taut’s beteiligt. Als Blue Sky nach einer Geschichte um das Eichhörnchen Scrat für einen Kurzfilm suchte, der auf der DVD zu Ice Age 2: Jetzt taut’s enthalten sein sollte, legte er eine vor. Diese wurde ausgewählt und er, gemeinsam mit Mike Thurmeier, als Regisseur engagiert. Der sechsminütige Film mit dem Titel Keine Zeit für Nüsse entstand von Dezember 2005 bis Juni 2006. Bei der Oscarverleihung 2007 war er schließlich als „bester animierter Kurzfilm“ nominiert, den Annie Award gewann er in derselben Kategorie.
2010 führte er gemeinsam mit Pierre Coffin die Regie beim Animationsfilm Ich – Einfach unverbesserlich. Auch bei dessen Nachfolger Ich – Einfach unverbesserlich 2 aus dem Jahr 2013 übernahmen Coffin und Renaud die Regie.

## Filmografie (Auswahl)
- 2006: Keine Zeit für Nüsse (No Time for Nuts, Kurzfilm)
- 2010: Ich – Einfach unverbesserlich (Despicable Me)
- 2012: Der Lorax (The Lorax)
- 2013: Ich – Einfach unverbesserlich 2 (Despicable Me 2)
- 2016: Pets (The Secret Life of Pets)
- 2019: Pets 2 (The Secret Life of Pets 2)
- 2024: Ich – Einfach unverbesserlich 4 (Despicable Me 4)